# Chris Salvatore
Christopher Louis Salvatore, més conegut com a Chris Salvatore, (Richboro, 22 de maig de 1985) és un actor, cantautor, model i activista pels drets gai estatunidenc. És una de les cinquanta celebritats gais més influents segons AfterElton. En la seva labor com a activista en favor dels drets dels homosexuals i sent obertament gai, Salvatore s'ha dedicat a publicar vídeos en suport a la comunitat LGBT, especialment dirigits a joves, i aborda temàtiques com sortir de l'armari, la lluita contra l'homofòbia, la prevenció de l'assetjament escolar homòfob i el suïcidi entre joves LGBT. És col·laborador actiu en el projecte It Gets Better.
Nascut i criat a Richboro, una petita localitat de l'estat de Pennsilvània, als Estats Units, Chris Salvatore va començar realitzant presentacions artístiques de cant i actuació per a la seva família. Després d'acabar els seus estudis secundaris, va estudiar al Berklee College of Music a Boston per estudiar interpretació vocal.
Després d'un temps a Berklee, Chris Salvatore es va mudar a Nova York per provar les seves habilitats com a actor. Una vegada allí, es va matricular al New York Conservatory for Dramatic Arts. En concloure els seus estudis de teatre, va començar a preparar la seva trajectòria en la indústria del cinema, traslladant-se a Los Angeles el 2009, on va ser contactat pel director de càsting per a la saga de pel·lícules Eating Out per interpretar a Zack en la pel·lícula Eating Out 3: All You Can Eat. Va continuar amb el seu personatge en dos de les següents seqüeles, Eating Out 4: Drama Camp (2011) i Eating Out 5: The Open Weekend (2012).
En la música, es va fer conegut el 2010 amb el llançament de la seva cançó «Dirty Love». També produeix noves cançons versionades que a ell o a les seves fans els agraden, com «Wrecking Ball» de Miley Cyrus i «Roar» de Katy Perry.
Part de les cançons de Chris Salvatore han estat incorporades al programa de televisió Paris Hilton's My New BFF de MTV i per als crèdits de la pel·lícula Eating Out 3: All You Can Eat.

## Discografia
- After All Is Said and Done (2006)
- Dirty Love - Extended play (2010)
- It Gets Better - Sencillo (2010)
- The Sound of This Beat (2010)
- Dirty Love - The Remixes (2011)
- Drama Queen - Banda sonora d'Eating Out 4: Drama Camp (2011)
- What You Do To Me - Senzill (2012)
- Hurricane - Senzill (2012)
- I Want Your Sex - Senzill (2013)

## Filmografia
| Any  | Títol                          | Personatge   | Notes                    |
| ---- | ------------------------------ | ------------ | ------------------------ |
| 2007 | Misplaced                      | Jonathon     | Curtmetratge, 20 minutes |
| 2009 | Eating Out 3: All You Can Eat  | Zack         |                          |
| 2010 | FIT                            |              |                          |
| 2011 | Eating Out 4: Drama Camp       | Zack         |                          |
| 2012 | Eating Out 5: The Open Weekend | Zack         |                          |
| 2012 | By the Way                     | Curtmetratge |                          |
| 2015 | Paternity Leave                | Thomas       |                          |